# 澳洲當代藝術中心

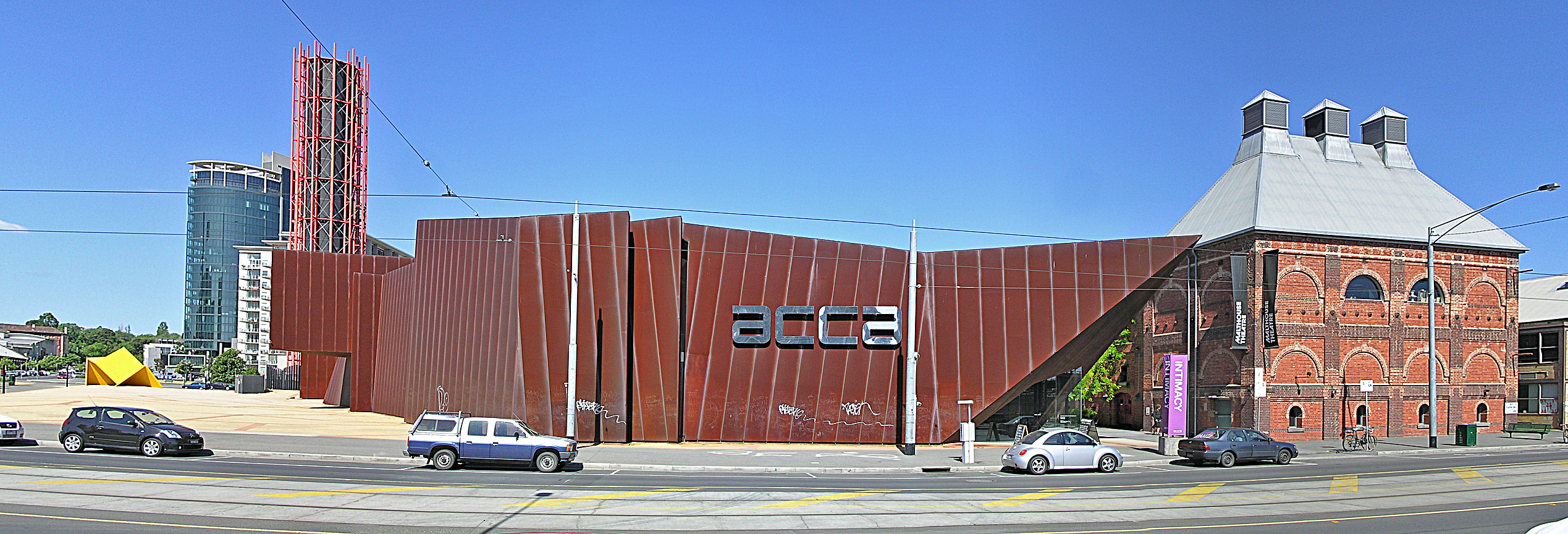
澳洲當代藝術中心，右方是莫爾特豪斯劇院

澳洲當代藝術中心（英語：Australian Centre for Contemporary Art）是一座位於澳洲墨爾本的當代藝術展覽館。 該展覽館坐落於維多利亞南岸的市內郊區，於墨爾本藝術特區內斯特爾特街。 其主體建築是由伍德·馬許（Wood Marsh）建築設計公司所設計，並於2002年竣工。在藝術特區內的建築包括Chunky Move當代舞團公司，ACCA主展館和莫爾特豪斯劇院（Malthouse Theatre）。
2015年12月，ACCA宣佈馬克斯·德拉尼（Max Delany）為新任的藝術總監，接替即將離職的前藝術總監茱莉安娜·恩伯格（Juliana Engberg）。

## 設計
整個ACCA是由四個大型的展覽空間組成，另外它與鄰近的莫爾特豪斯劇院建築之間形成了一個廣場，該空間則可以做為室外表演用途或戶外展覽使用。ACCA周邊的建築物還包括兩間排練工作室和Chunky Move舞蹈公司的管理辦公室以及一座高大的莫爾特豪斯劇院。

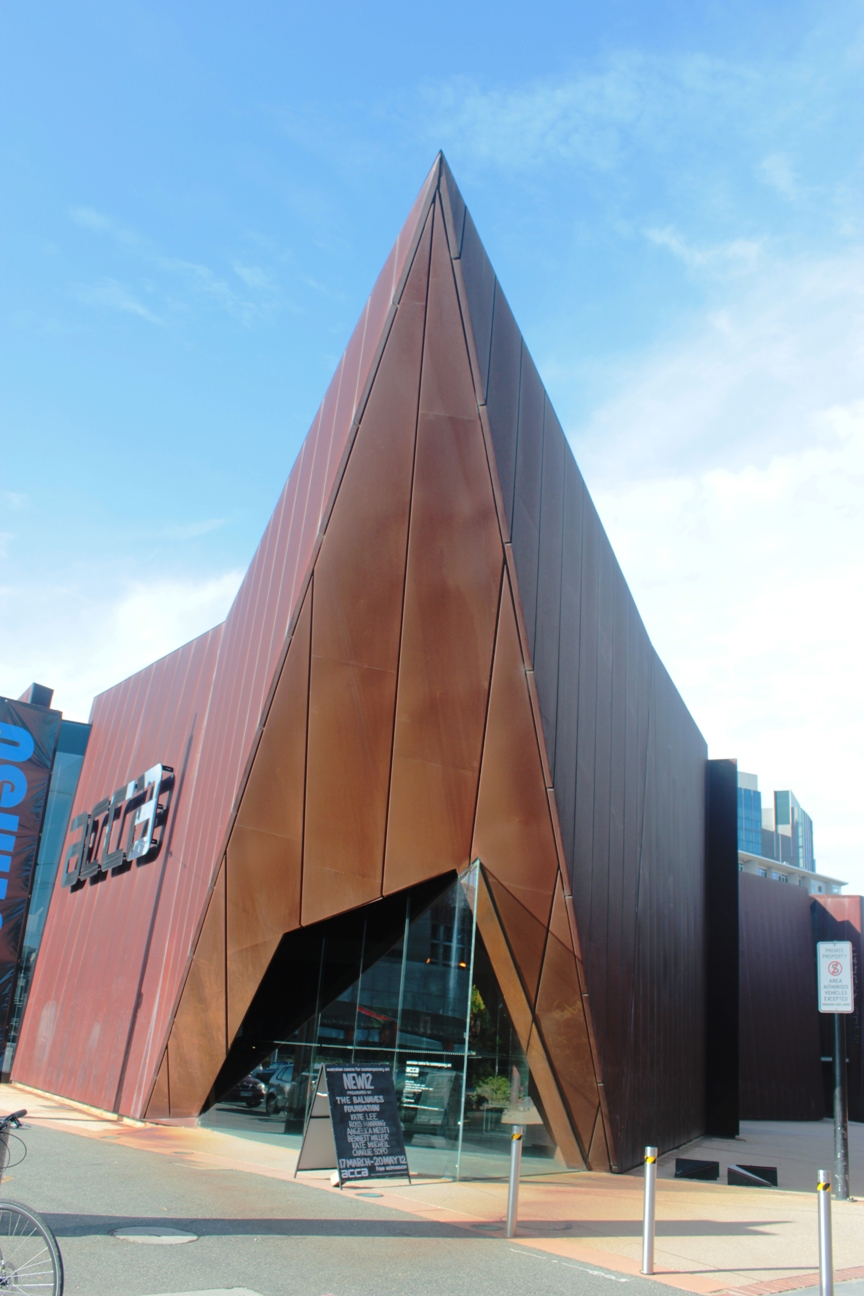
主要入口

ACCA特殊鐵鏽色的鋼鐵外牆與內部壓鑄的金屬及玻璃表面形成了對比，而位於側面的出入口則儘量縮至最小，以極大化內部的展覽空間使其能更廣泛的運用於藝術品展示、短期展覽及數位投影。此外藝術中心運作的方式則參考了歐洲藝術館Kunsthalle的模式經營，只展示而不收藏藝術品，這使其成為一個十分具有展覽彈性的藝術展覽館。

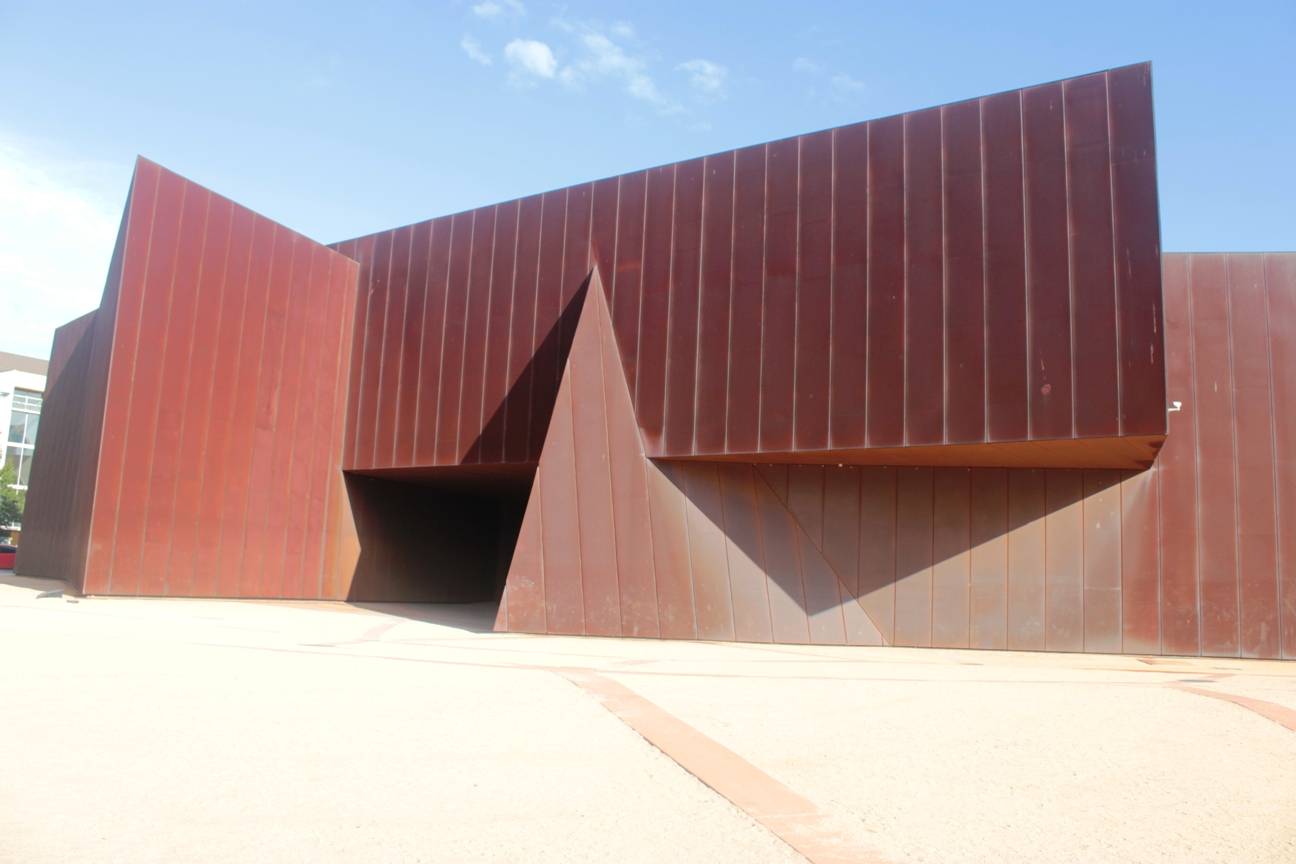
側邊的出入口

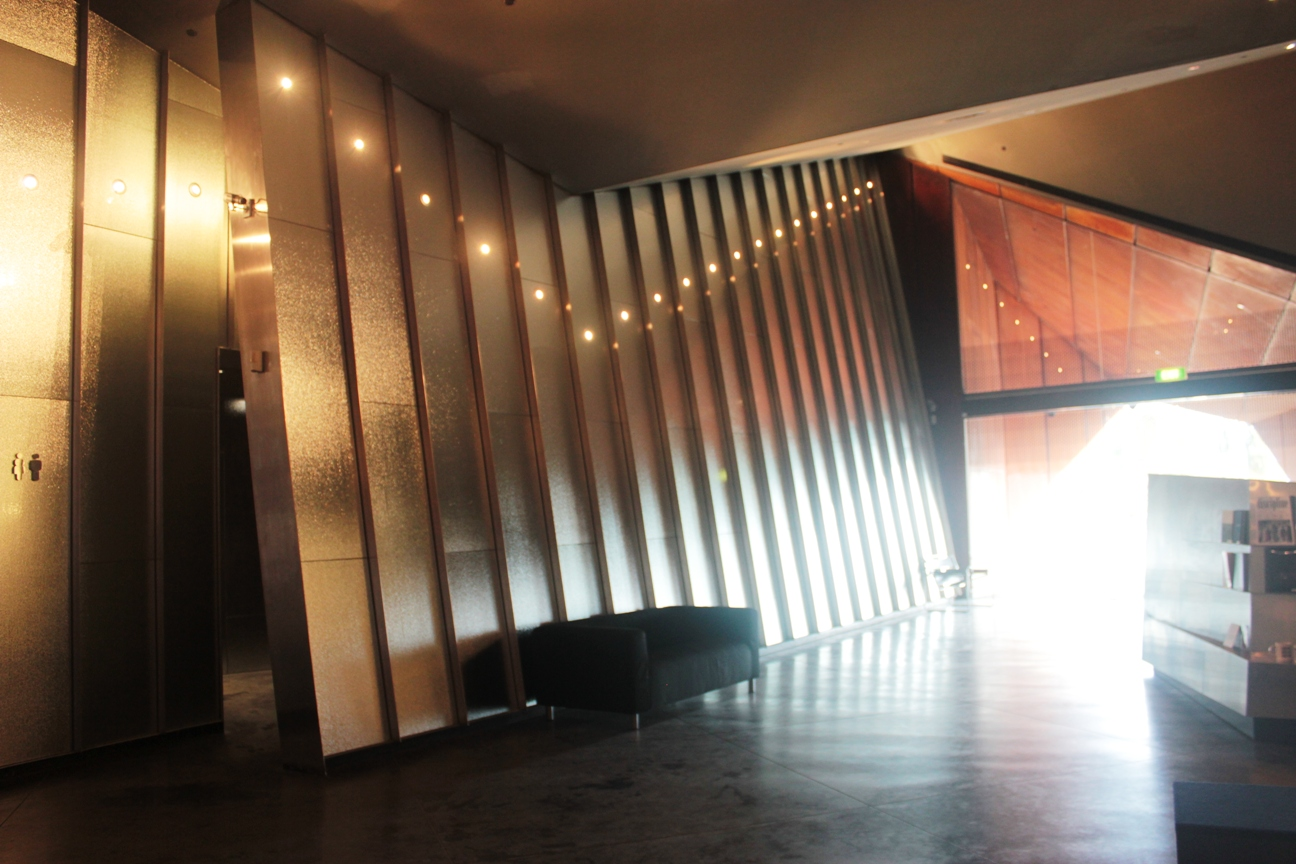
內部

## 展覽
在開幕後的十年內，ACCA已經展出了200多件澳洲當地及國際間藝術家們的新作品。其中每年約有六到七位澳洲的新銳藝術家們將他們的作品委託由ACCA展出。而在此展出過且極具有特色的澳洲藝術家包括帕特·布拉辛頓（Pat Brassington）、派翠亞‧佩西尼尼（Patricia Piccinini），以及國際藝術家馬丁·克里德（Martin Creed）、芭芭拉·克魯格（Barbara Kruger）、塔西塔·迪恩（Tacita Dean）、珍妮·霍爾澤（Jenny Holzer）與約瑟夫·科蘇斯（Joseph Kosuth）等。此外ACCA還透過一些不定期的新活動，如Big Wall專案，來呈現更多展覽主題以及公共藝術。

### 公共雕塑
在藝術館建造完成後，由藝術家羅恩·羅伯遜·史旺（Ron Robertson-Swann）所創作卻飽受爭議的公共雕塑Vault從蝙蝠俠公園被搬遷至ACCA的前廣場。

## 獎項
- 2003年澳洲建築協會獎[5]
- 2003年REIA澳洲國家奖

## 外部連結
- ACCA website （页面存档备份，存于）